# حسین‌آباد علی اکبرخان
حسین‌آباد علی اکبرخان، روستایی از توابع بخش مرکزی شهرستان رفسنجان در استان کرمان ایران است این روستا قبلاً از اموال علی اکبر خان سیستانی بوده است.

## جمعیت
این روستا در دهستان آزادگان (رفسنجان) قرار دارد و براساس سرشماری مرکز آمار ایران در سال ۱۳۸۵، جمعیت آن ۱۰۹ نفر (۳۰خانوار) بوده‌است.